# ELT
Zasilni radijski lokator (angleško Emergency Locator Transmitter - ELT, tudi Emergency Position-Indicating Radio Beacon - EPIRB) so radijske reševalne naprave, ki se uporabljajo za lociranje letal, ladij, čolnov ali ljudi v zasilnih situacijah. ELT deluje tako, da pošlje lokacijo satelitu v orbiti. 
ELTji se lahko aktivirajo ročno ali pa avtomatsko.
Sistem Cospas-Sarsat je od leta 1982 pomagal pri reševanju okrog 28000 ljudi.